# Lutherkirche (Neutraubling)

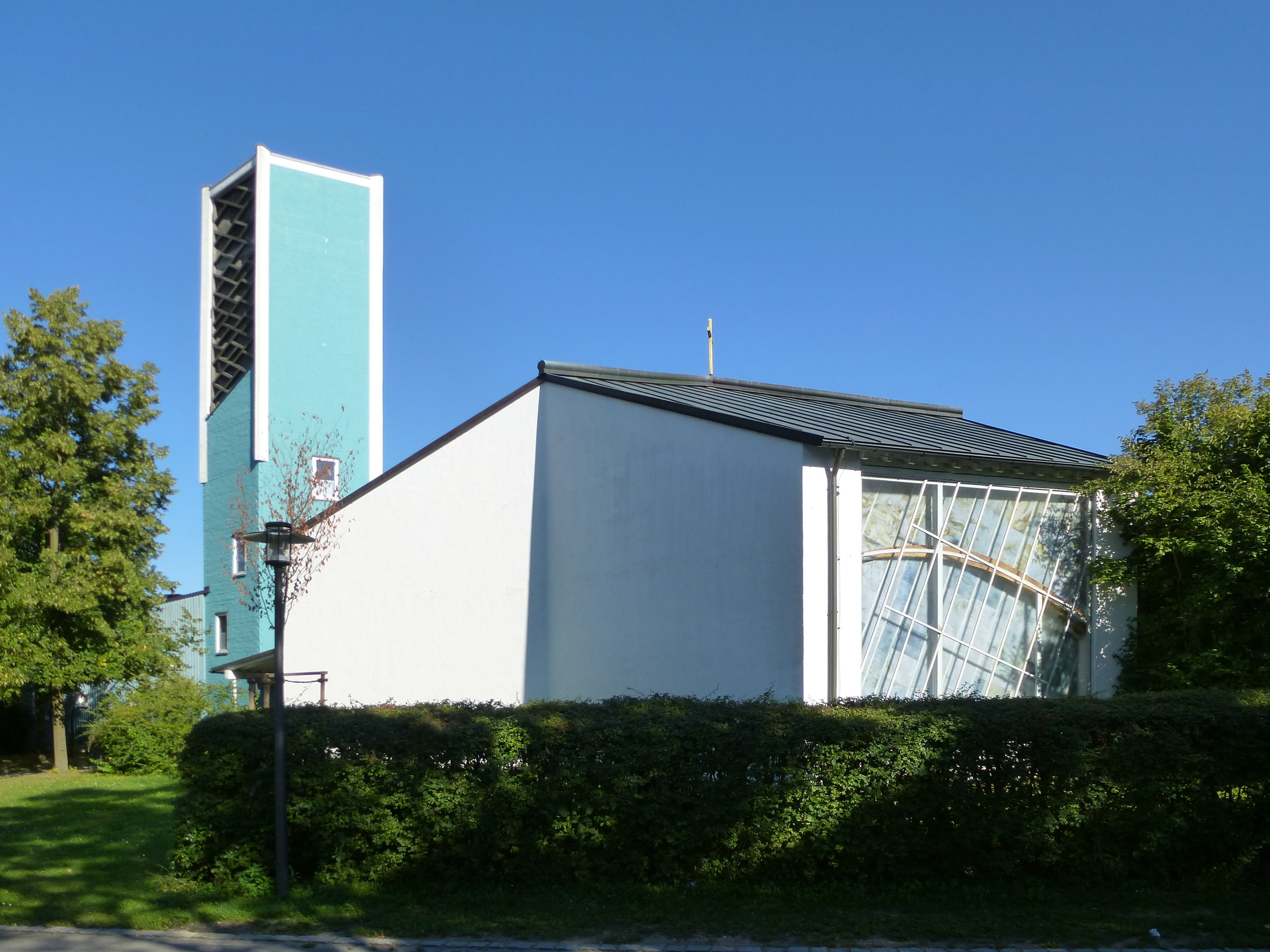
Lutherkirche

Die Lutherkirche ist eine denkmalgeschützte Kirche in der Uhlandstraße 2/4 in der Stadt Neutraubling im Landkreis Regensburg (Bayern). Die Gemeinde gehört zum Dekanat Regensburg im Kirchenkreis Regensburg der Evangelisch-Lutherischen Kirche in Bayern.
Die Kirche mit ungewöhnlichem türkisfarbenen Anstrich wurde 1955/56 von Adolf Abel errichtet, um für die erst 1951 auf dem Gelände des im Zweiten Weltkrieg zerstörten Militärflugplatz Obertraublings (1936–38) neugegründete Vertriebenengemeinde Neutraubling eine evangelische Kirche zu schaffen.
Der aus Dreieck- und Fünfeck-Formen entwickelte Zentralbau auf Y-förmigem Grundriss ist ein Betonrasterbau mit flachem Zeltdach. 1959/60 wurde die Kirche durch Abel durch einen Glockenturm mit Betonraster und Gemeindesaal mit Pultdach erweitert.

## Orgel
Die 1962 gebaute Orgel von Eduard Hirnschrodt hat zwei Manuale sowie Pedal und 12 Register und wurde als mechanische Schleifladenorgel gebaut. Die Disposition lautet:
| I Hauptwerk C–g3 |                 |    |
| 1.               | Rohrflöte       | 8′ |
| 2.               | Kupferpraestant | 4′ |
| 3.               | Schwiegel       | 2′ |
| 4.               | Mixtur IV−V     |    |

| II Rückpositiv C–g3 |           |       |
| 5.                  | Gedackt   | 8′    |
| 6.                  | Nachthorn | 4′    |
| 7.                  | Principal | 2′    |
| 8.                  | Quinte    | 2 ⁄3′ |
| 9.                  | Schalmey  | 8′    |

| Pedal C–f1 |          |     |
| 10.        | Subbaß   | 16′ |
| 11.        | Offenbaß | 8′  |
| 12.        | Pommer   | 4′  |

- Koppeln: II/I, I/P, II/P
- Nebenregister: 1 Tremulant

## Glocken
5-stimmiges ausgefülltes Wachet-auf-Geläute: a1 h1 cis2 e2 fis2
Die fünf Glocken wurden 1960 von Rudolf Perner (Passau) gegossen.